# Síndrome de Coffin-Lowry
La síndrome de Coffin-Lowry (SCL) és un trastorn genètic dominant lligat al cromosoma X i que causa problemes mentals greus de vegades associats amb anomalies del creixement, anomalies cardíaques, cifoescoliosi, així com anomalies auditives i visuals.

## Presentació
Els símptomes de la malaltia són més greus en els homes, que generalment es diagnostiquen a la primera infància. Els nens amb l'SCL presenten discapacitats cognitives de diversa gravetat. Les característiques neuromusculars addicionals inclouen l'apnea del son, l'espasticitat muscular, la pèrdua progressiva de la força i el to muscular que condueix a la paraplegia o la paràlisi parcial. Les persones afectades tenen un risc elevat d'ictus. Alguns pacients experimenten atacs de caiguda induïts per estímuls (ACIE, episodis paralítics temporals sense pèrdua de consciència), desencadenats per estímuls ambientals impredictibles (tacte, olors, sons, etc.). Els episodis d'ACIE es fan més freqüents a mesura que avança la malaltia i es tornen freqüents al voltant de l'adolescència en els homes. Les característiques físiques clíniques addicionals inclouen mans petites i suaus amb dits afilats. Una estructura facial diferent, com ara un nas aplanat, ulls àmpliament separats i inclinats cap avall, un front prominent i una boca ampla amb llavis grans es descriuen com a trets facials coincidents en pacients amb aquest trastorn. Algunes persones pateixen pèrdua auditiva. Altres mostren cifoescoliosi (incurvació multidireccional de la columna vertebral) que pot provocar dificultats per respirar i/o hipertensió pulmonar. Poden sorgir complicacions cardiorespiratòries, per la qual cosa es recomana que els pacients amb l'SCL se sotmetin a un seguiment regular de les irregularitats de la columna. Els exàmens físics, les TC i les radiografies són mètodes estàndard d'avaluació.

## Causes
La síndrome és causada per mutacions en el gen RPS6KA3. Aquest gen es troba al braç curt del cromosoma X (Xp22.2).